# Al-Ahli Club Sanà
|  | Aquest article tracta sobre el club de futbol del Iemen. Vegeu-ne altres significats a «Al-Ahli». |

L'Al-Ahli Club Sanà (àrab: نادي أهلي صنعاء الرياضي الثقافي, Nādī Ahlī Ṣanʿāʾ ar-Riyāḍī aṯ-Ṯaqāfī, ‘Club Nacional de Sanà Esportiu Cultural'— és un club iemenita de futbol de la ciutat de Sanà. Al-Ahli significa "Nacional".
El club va ser fundat el 1937. Ha estat campió de lliga deu cops fins al 2017. També ha estat campió de la Copa President, de la Copa Unitat i de la Copa Esteghlal. Els seus colors són el vermell i el blanc.
El seu principal rival ciutadà es l'Al-Wahda, i el derbi entre ambdós clubs rep el nom de the Summit.

## Palmarès
- Lliga iemenita de futbol:

1981, 1983, 1984, 1988, 1992, 1994, 1999, 2000, 2001, 2007
- Copa President (Iemen):

2001, 2004, 2009
- Copa Unitat (Iemen):

2004
- Copa Esteghlal (Iemen):

2006
- Supercopa iemenita de futbol:

2007, 2008, 2009, 2014
- Copa de la República del Iemen del Nord:

1980, 1982, 1983, 1984